# État hypnagogique
L’état hypnagogique est un état de conscience particulier intermédiaire entre celui de la veille et celui du sommeil qui a lieu durant la première phase du sommeil : l'endormissement.
Ce terme a été inventé en 1848 par Alfred Maury, qui l'appliquait aux hallucinations se produisant fréquemment dans cette période du sommeil.
Étymologiquement le préfixe hypn(o) vient du grec hupnos qui signifie sommeil, et le suffixe agogie qui vient du grec agôgos (agogé) traduit l'idée de transporter, de conduire vers et par extension de commencer. Hypnagogie signifie donc littéralement « commencer le sommeil ».

## Description
Cette phase d'endormissement présente un état de conscience modifiée pendant lequel l'accès aux cinq sens est toujours possible. C'est une phase d'endormissement propice à différents troubles sensoriels qui, pour certains scientifiques[Qui ?], expliqueraient les expériences surnaturelles d'apparition de fantômes ou d'enlèvement extraterrestre dont font le récit nombre de personnes.
L'état hypnagogique est opposé à l'état hypnopompique qui est le demi-sommeil précédant le réveil.

## Troubles associés

### Hallucinations hypnagogiques
L'état hypnagogique est un état de conscience à l'occasion duquel peuvent apparaître des troubles sensoriels dont un type d'hallucination particulier : les hallucinations hypnagogiques. Ces hallucinations visuelles ou auditives ont lieu au moment de l'endormissement, avant le sommeil confirmé ; le sujet a accès à ses cinq sens. Ces expériences sont dans certains cas décrites comme étant particulièrement angoissantes par les personnes qui les vivent, car parfois difficilement différentiables de la réalité.

### Paralysies du sommeil
Une deuxième forme de troubles peut se produire durant cet état particulier : les paralysies du sommeil. Au moment de l'endormissement, dans les toutes premières étapes alors même que la conscience est maintenue, le corps se paralyse et entre dans le processus de sommeil physique.
Les paralysies du sommeil durant la phase hypnagogique sont bien souvent associées à la sensation d'une présence toute proche et peuvent ne durer que quelques secondes (les paralysies du sommeil décrivent également l'endormissement musculaire naturel apparaissant lors du sommeil paradoxal).

## Littérature
« L'intuition artistique ressemble en effet aux hallucinations hypnagogiques - par son caractère de fugacité - ça nous passe devant les yeux, c'est alors qu'il faut se jeter dessus avidement ». Gustave Flaubert in Correspondance (1866)